# Marie Dominique Auguste Sibour
Marie Dominique Auguste Sibour (Saint-Paul-Trois-Châteaux, 4 agosto 1792 – Parigi, 3 gennaio 1857) è stato un arcivescovo cattolico francese.

## Biografia
Dopo la sua ordinazione sacerdotale a Roma nel 1818, venne assegnato all'arcidiocesi di Parigi. Egli venne nominato canonico della cattedrale di Nîmes nel 1822, divenendo noto come predicatore e contributore de L'Avenir. Nel 1837, durante il periodo di sede vacante, venne scelto quale amministratore apostolico della Diocesi di Nîmes, e due anni più tardi venne elevato alla dignità episcopale nella sede di Digne.
La sua amministrazione della diocesi incoraggiò di molto gli studi ecclesiastici, intenzionato a ridare importanza alle funzioni del capitolo della cattedrale, oltre ad un'osservanza dei costumi cattolici. La sua propensione a favorire il nuovo governo dopo la rivoluzione del 1848, lo portò ad una più facile carriera per la sua elezione ad arcivescovo di Parigi, periodo durante il quale favorì inoltre la legge Falloux sull'educazione che incrementò moltissimo l'influenza del clero nelle scuole
Nel 1849 tenne a Parigi un concilio provinciale e nel 1850 un sinodo diocesano. Nel 1853 celebrò il matrimonio di Napoleone III di Francia, il quale l'anno precedente lo aveva nominato senatore.
A livello teologico egli rimostrò a papa Pio IX che la dichiarazione del dogma dell'Immacolata Concezione si presentava inopportuna, ma fu comunque presente alla promulgazione del decreto che poco dopo ne decretò la solennità nella propria arcidiocesi. La sua benevolente cooperazione col governo imperiale francese gli consentì di provvedere ai bisogni delle povere chiese della sua diocesi e di riorganizzare nuove parrocchie. Egli tentò di introdurre a Parigi il rito romano nelle celebrazioni francesi, dimostrando un'assoluta volontà di prestare fede alla curia di Roma, ma per questa causa venne assassinato presso la chiesa di Saint Etienne du Mont dall'ex sacerdote Jean-Louis Verger, che apertamente ammise poi il proprio crimine.
Sibour fu l'unico ecclesiastico dell'era moderna a venire assassinato per motivi teologici. Il suo assassino, Verger si opponeva fermamente al dogma dell'Immacolata Concezione ed al celibato del clero. Verger venne arrestato il 17 gennaio 1857 e poco dopo condannato a morte il 30 gennaio di quell'anno nella prigione di La Roquette, convinto sino all'ultimo che l'Imperatore lo avrebbe graziato per il suo grande gesto che avrebbe allontanato l'ombra dello Stato della Chiesa dalla Francia libera.

## Genealogia episcopale e successione apostolica
La genealogia episcopale è:
- Cardinale Guillaume d'Estouteville, O.S.B.Clun.
- Papa Sisto IV
- Papa Giulio II
- Cardinale Raffaele Sansone Riario
- Papa Leone X
- Papa Paolo III
- Cardinale Francesco Pisani
- Cardinale Alfonso Gesualdo di Conza
- Papa Clemente VIII
- Cardinale Pietro Aldobrandini
- Cardinale Laudivio Zacchia
- Cardinale Antonio Barberini, O.F.M.Cap.
- Cardinale Nicolò Guidi di Bagno
- Arcivescovo François de Harlay de Champvallon
- Cardinale Louis-Antoine de Noailles
- Vescovo Jean-François Salgues de Valderies de Lescure
- Arcivescovo Louis-Jacques Chapt de Rastignac
- Arcivescovo Christophe de Beaumont du Repaire
- Cardinale César-Guillaume de la Luzerne
- Arcivescovo Gabriel Cortois de Pressigny
- Arcivescovo Hyacinthe-Louis de Quélen
- Cardinale Joseph Bernet
- Arcivescovo Marie Dominique Auguste Sibour

La successione apostolica è:
- Vescovo Pierre-Louis Coeur (1849)
- Vescovo Félix-Antoine-Philibert Dupanloup (1849)
- Vescovo Pierre-Simon de Dreux-Brézé (1850)
- Arcivescovo François-Alexandre Roullet de la Bouillerie (1855)
- Vescovo Joseph-Antoine-Henri Jordany (1856)